# Greenlandien
| Systeem Periode                           | Serie Tijdvak | Subserie | Etage Tijdsnede | Ouderdom (Ma)   |
| ----------------------------------------- | ------------- | -------- | --------------- | --------------- |
| Kwartair                                  | Holoceen      | Boven    | Meghalayen      | 0 - 0,0042      |
| Kwartair                                  | Holoceen      | Midden   | Northgrippien   | 0,0042 - 0,0082 |
| Kwartair                                  | Holoceen      | Onder    | Greenlandien    | 0,0082 - 0,0117 |
| Kwartair                                  | Pleistoceen   | Boven    | Boven           | 0,0117 - 0,126  |
| Kwartair                                  | Pleistoceen   | Midden   | Chibaien        | 0,126 - 0,781   |
| Kwartair                                  | Pleistoceen   | Onder    | Calabrien       | 0,781 - 1,80    |
| Kwartair                                  | Pleistoceen   | Onder    | Gelasien        | 1,80 - 2,58     |
| Neogeen                                   | Plioceen      | Plioceen | Piacenzian      | ouder           |
| Indeling van het Kwartair volgens de ICS. |               |          |                 |                 |

Het Greenlandien (Vlaanderen: Greenlandiaan) is in de internationaal gebruikte geologische tijdschaal van de ICS de onderste etage of de vroegste tijdsnede in het Holoceen, van 11.700 tot 8.236 jaar vòòr het jaar 2000. Het Greenlandien volgt op de nog onbenoemde bovenste etage van het Pleistoceen en wordt opgevolgd door het Northgrippien. Het beslaat de eerste drie en een halve millennia na de laatste ijstijd (in Noord-Europa Weichselien genoemd). Het volgt direct op het Jonge Dryas, de laatste grote afkoeling voor het klimaat snel opwarmde tot de situatie van voor de Industriële Revolutie. Deze opwarming ging gepaard met snelle zeespiegelstijging en het naar hogere breedtes verschuiven van de biomen.

## Klimaat
Bij het aanbreken van het Holoceen, rond 11.700 jaar geleden, vond een snelle opwarming van het klimaat plaats. Deze temperatuurstijging kan rond de 10 ± 4 °C zijn geweest. Zuurstofisotopenanalyse laat zien dat de concentratie van de isotoop 18O in het zeewater afnam; een direct gevolg van het smelten van de ijskappen. 
De concentratie deuterium in de Groenlandse ijskernen neemt bij de ouderdom van 11.700 jaar juist af. Dit is bewijs voor de bron van neerslag: de daling betekent dat water op noordelijkere breedtes evaporeerde dan tijdens de ijstijd. Dikkere jaarlijkse ijslagen geven aan dat de neerslag op Groenland ook duidelijk toenam: het klimaat werd niet alleen warmer, maar ook natter. IJskernen geven ook een daling van de hoeveelheid fijnstof in de atmosfeer te zien. Door het warmere en nattere klimaat kon in de poolwoestijn die in de ijstijd grote delen van Azië bedekte vegetatie groeien die het stof vasthield, zodat de hoeveelheid fijnstof in de lucht afnam.

## Stratigrafie
De basis van het Greenlandian is eveneens de basis van het Holoceen. In tegenstelling tot oudere geologische tijdperken wordt de chronologie van het Kwartair vooral op basis van klimaat bestudeerd, niet op basis van fossielen. In 2008 werd de GSSP (het stratotype) van deze basis op ongebruikelijke wijze vastgelegd op 1492,45 meter diepte in de ijskern NGRIP-2 uit het noorden van Groenland. De keuze voor ijs als stratotype kwam eruit voort dat dit een gedetailleerder en bovendien continu archief bood voor de periode waarin de overgang plaatsvond. De jaarlijkse ijslagen maken het mogelijk duizenden jaren terug te tellen en op jaartallen uit te komen die een onzekerheid hebben van hooguit enkele jaren. Tefralagen in de ijskern zijn correleerbaar met over het noordelijk halfrond verspreide boorkernen, en ook met ijskernen van Antarctica, zodat de basis voor het Holoceen wereldwijd vast te stellen is.
De GSSP aan de basis van het Holoceen is gelegd bij de verandering in het deuteriumgehalte in de atmosfeer. Deze verandering vond plaats over slechts 3 jaar, en werd veroorzaakt door een grootschalige verandering van de atmosferische circulatie. 
De top van het Greenlandien (de basis van het Northgrippien) ligt bij de korte (ongeveer 150 jaar lange) afkoeling van het klimaat rond 8200 jaar geleden. Deze afkoeling werd waarschijnlijk veroorzaakt door het leegstromen van de Noord-Amerikaanse meren Agassiz en Ojibway in de noordelijke Atlantische Oceaan, waardoor de thermohaliene circulatie kwam stil te liggen. 